# Fakaleitī
Fakaleitī (ili leiti ili fakafefine ili lady), na Tongi, je osoba kojoj je pri rođenju dodijeljen muški spol, ali se rodno izražava kao žena.
Iako se fakaleitī na Tongi ne povezuju nužno s LGBT identitetima u zapadnom svijetu, oni koji odrastaju u tonganskim migrantskim zajednicama na Novom Zelandu, u Australiji i Sjedinjenim Državama mogu pronaći veću razinu zajedništva i sklonosti sličnim identitetima nego fakaleitī u Tongi.
Pojam fakaleitī sastoji se od prefiksa faka- (na način) i posuđenice iz engleskog lady (dama). Sami Fakaleitī radije se nazivaju leitī ili damama. Fakaleitī ili fakafefine slični su samoanskom fa'afafineu i havajskom māhūu.
Udruženje Tonga Leiti organizira natjecanje za Miss Galaxy u Tongi. Također su bili uključeni u reformu zakona na kolonijalni utjecaj o životu fakaleitī koji su ostali na Tongi. 2018. snimljen je dokumentarni film Leitiji na čekanju o vođi fakaleitīja Joeyju Mataeleu i naporima Udruge Tonga Leiti. Mataele također surađuje s projektom Pacific Equality Project, neprofitnom skupinom koja se zalaže za dekriminalizaciju LGBT naroda iz postkolonijalnih zakona na pacifičkim otocima

## Vanjske poveznice
- Like a Lady in Polynesia